# Internazionali di Tennis dell'Umbria 2013
Gli Internazionali di Tennis dell'Umbria 2013 sono stati un torneo di tennis facente parte della categoria ATP Challenger Tour nell'ambito dell'ATP Challenger Tour 2013. È stata la 7ª edizione del torneo che si è giocata a Todi in Italia dal 1° al 7 luglio 2013 su campi in terra rossa e aveva un montepremi di €30,000+H.

## Partecipanti singolare

### Teste di serie
| Nazionalità | Giocatore            | Ranking* | Testa di serie |
| ----------- | -------------------- | -------- | -------------- |
| Spagna      | Albert Ramos Viñolas | 62       | 1              |
| Italia      | Paolo Lorenzi        | 73       | 2              |
| Colombia    | Santiago Giraldo     | 91       | 3              |
| Argentina   | Martín Alund         | 101      | 4              |
| Portogallo  | João Sousa           | 106      | 5              |
| Slovacchia  | Andrej Martin        | 149      | 6              |
| Argentina   | Renzo Olivo          | 195      | 7              |
| Italia      | Gianluca Naso        | 207      | 8              |

- Ranking al 24 giugno 2013.

### Altri partecipanti
Giocatori che hanno ricevuto una wild card:
- Andrea Arnaboldi
- Marco Cecchinato
- Thomas Fabbiano
- Albert Ramos Viñolas

Giocatori che sono passati dalle qualificazioni:
- Richard Becker
- Alberto Brizzi
- Mate Delić
- Adelchi Virgili

## Vincitori

### Singolare
Pere Riba ha battuto in finale  Santiago Giraldo con il punteggio di 7–6(5), 2–6, 7–6(6).

### Doppio
Santiago Giraldo /  Cristian Rodríguez hanno battuto in finale  Andrea Arnaboldi /  Gianluca Naso con il punteggio di 4–6, 7–6(2), [10–3]